# Арольдо Линди
Арольдо Линди (настоящие имя и фамилия — Густав Харальд Линдау) (англ. Aroldo Lindi; 26 мая 1888, Туна, Виммербю Швеция — 8 марта 1944, Сан-Франциско, США) — шведский оперный певец (тенор).

## Биография
Учился вокалу в Бостоне (США), где дебютировал в 1916 в роли Радамеса в опере «Аида» Джузеппе Верди.
В начале 1920 годов отправился совершенствовать мастерство оперного исполнителя в Италию. Дебютировал на итальянских сценах в 1922. В середине 1920-х гг. после установления фашистского режима в Италии и роста национализма сменил фамилию с Харальд Линдау на Арольдо Линди.
В 1923 А. Тосканини был восхищён, услышав выступление певца в театре Ла Скала, где он дебютировал в 1925 в «Аиде».
В течение десяти лет Арольдо Линди пел в крупнейших оперных театрах Милана, Рима, Неаполя, Флоренции, Турина, Венеции, Вероны, Палермо, Генуи, Пизы, Модены, Мантуи, Кремоны, Лукки и др. Карьеру в Италии закончил в 1931, после запрета фашистским режимом выступлений зарубежных исполнителей.
Позже пел на сценах Лондона, Лиссабона, Мадрида , Барселоны, Цюриха, Гамбурга, Стокгольма, Ниццы, Монте-Карло, Триполи, Каира. С 1932 выступал в Соединенных Штатах, почти исключительно в больших залах Лос-Анджелеса, Сан-Франциско, Цинциннати, Кливленда, Чикаго, Бостона, несколько раз в Нью-Йорке на Бродвее и Театральном центре.
Арольдо Линди умер от сердечного приступа на сцене оперного театра в Сан-Франциско, во время исполнения арии Канио «Vesti la giubba.»

## Творчество
Обладал драматическим тенором (di forza).
Его репертуар включал роли Радамеса, Манрико, Дона Хосе, Канио, Калафа, Отелло и др.
Линди оставил большую  дискографию , что включает в себя семьдесят арий и песен, в том числе несколько арий на шведском языке, записанных в период 1925-1931 для Columbia в студиях Лондона и Милана. Кстати, также полную версию Aida, с Янина Arangi-Ломбарди, Мария-Капуана, Армандо Borgioli, Танкреди Еды, Спаситель Трески, и оркестр и хор Театра ла Скала режиссер Лоренцо Моладжоли.
Линди был продолжателем линии Франческо Таманьо, Джованни Дзенателло, Слезак, Лео|Лео Слезака и конкурентом Джованни Мартинелли, Джакомо Лаури-Вольпи, Аурелиано Пертиле, Франческо Мерли, в период 1920—1930-х годов, и Гальяно Мазини, Марио Филиппески, Марио дель Монако, Рамона Винная и ряда других после 1940-х, то есть теноров, способных петь тяжелые роли Радамеса, Манрико, Альваро, Отелло, Самсона, Арнольда, Рауля, Иоанна Лейденского, Елеазара, Калафа и им подобные.